# Göte Pettersson
Göte Johannes Pettersson, född 9 april 1929 i Töre kyrkobokföringsdistrikt i Norrbottens län, död 31 augusti 2019 i Luleå, var en svensk lärare och politiker (folkpartist).
Göte Pettersson, som kom från en arbetarfamilj, arbetade som adjunkt i Luleå. Han var ledamot av Norrbottens läns landsting från 1967 och åtminstone till 1994, och hade en rad olika uppdrag inom landstinget.
Han tjänstgjorde som ersättare i Sveriges riksdag för Norrbottens läns valkrets riksdagsåret 1978/79 för Eva Winther. I riksdagen var han suppleant i trafikutskottet och arbetsmarknadsutskottet.